# Phoradendron mathiasenii
Phoradendron mathiasenii är en sandelträdsväxtart som beskrevs av Wiens & Calvin. Phoradendron mathiasenii ingår i släktet Phoradendron och familjen sandelträdsväxter. Inga underarter finns listade i Catalogue of Life.